# Julenatt
Julenatt är ett julalbum av Elisabeth Andreassen och Rein Alexander, släppt i Norge den 16 november 2009 och följt av en kyrkoturné strax därpå. Det nådde som högst 11:e plats på den norska albumlistan.
Albumet spelades in i Kongshavn Studio, Kristiansand i september-oktober 2009. Producerade gjorde Bjørn Ole Rasch och låtarna är baserade på de kyrkoturnér som Elisabeth Andreassen och Rein Alexander gjorde under 2008 och 2009. Första turnén, "Julekonsert med Rein Alexander & Elisabeth Andreassen", genomfördes i november-december 2008 blev en stor succé och följdes upp ny turné inför julen 2009, "Julenatt". Låtmaterialet kommer främst från 2009 års turné, men några var med även 2008. Albumet återutgavs 2010 som Bettan & Rein Alexanders Jul.
Låtmaterialet blandar sång på svenska, norska, engelska och latin, och innehåller både gamla och nyare sånger. Bland låtarna finns bland andra Glade jul (Glade jul, dejlige jul/Stille Nacht, heilige Nacht/Stilla natt, heliga natt),  O helga natt, Deilig er jorden (Dejlig er jorden / Härlig är jorden), Little Drummer Boy "Det lyser i stille grender", John Lennons "Happy Xmas (War Is Over)" och Carola Häggkvists "Himlen i min famn".

## Låtlista
1. "Glade jul" (B.S. Ingemann/Josef Mohr/Franz Xaver Gruber)
2. "Peace on Earth"/"Little Drummer Boy" (Larry Grossman/Ian Fraser/Buz Kohan/Katherine Kennicott Davis/Henry Onorati/Harry Simeone)
3. "Himlen i min famn" (Carola Häggkvist/Erik Hillestad)
4. "Det lyser i stille grender" (Jakob Sande/Thomas Beck)
5. "Julenatt" (Tore W. Aas)
6. "Vitae Lux" (Frode Alnæs/Ivar Dyrhaug)
7. "Juletid, juletid" (Antonín Dvořák/Bert Månson)
8. "Sigma" (Rolf Løvland/David Agnew)
9. "Breath of Heaven (Marys Song)" (Amy Grant/Chris Eaton)
10. "Happy Xmas (War Is Over)" (Trad./John Lennon/Yoko Ono)
11. "Coventry Carol" (Trad./Bjørn Ole Rasch)
12. "O helga natt" (Augustin Kock/Adolphe Adam)
13. "Deilig er jorden" (Breslau/B.S. Ingemann)

## Medverkande

### Musiker
- Elisabeth Andreassen – sång
- Rein Alexander – sång
- Bjørn Ole Rasch – orgel, keyboard, harmonium
- Per Elias Drabløs – basgitarr
- Bjørn Charles Dreyer – gitarr, steelgitarr
- Per Hillestad – trummor, percussion
- Annbjørg Lien – violin, hardingfela, nyckelharpa
- Hans Fredrik Jacobsen – flöjt
- Jens Petter Antonsen – trumpet
- Lars Lunde – violin
- Pål Svendsberget – violin
- Kristiansand Strykekvartett – stråkinstrument
- Randesund Barnekor – körsång

### Øvrige medvirkende
- Bjørn Ole Rasch – ljudtekniker, musikproducent
- Roald Råsberg – ljudtekniker

## Listplaceringar
| Lista (2009) | Topplacering |
| ------------ | ------------ |
| Norge        | 11           |